# Гальчино (Ярославская область)
Гальчино — деревня в Погорельском сельском округе Глебовского сельского поселения Рыбинского района Ярославской области.
Деревня расположена к юго-востоку от центра сельского округа, села Погорелка. Здесь, среди в целом лесной местности существует относительно большое поле, на котором расположились небольшие деревни. Просёлочная дорога из Погорелки в юго-восточном направлении через Дуброво идёт на деревню Барбино, далее на Угольницу и Терентьевскую. Деревня Гальчино стоит к северо-востоку от Барбино. Севернее Гальчино стоит деревня Лютново, а к юго-востоку — Заречье и Лисино. Восточнее Гальчино в северном направлении протекает не названная на картах река, впадающая в Рыбинское водохранилище. Это одна из ряда подобных рек и ручьёв, которые до заполнения водохранилища были притоками реки Юга .
Деревня указана на плане Генерального межевания Рыбинского уезда 1792 года, как деревня Гатчина.
На 1 января 2007 года в деревне числилось 3 постоянных жителя . Почтовое отделение, расположенное в центре сельского округа, селе Погорелка, обслуживает в деревне Гальчино 11 домов.